# 적원일기
적원일기는 대한민국 대구광역시 서구에 있다. 2009년 9월 1일 청송군의 향토유적 제5호로 지정되었다.

## 개요
심성지를 비롯한 의병 참모진들이 집필한 1896년 청송 지역 항일의병 투쟁을 담고 있는 책이다.